# STS-73

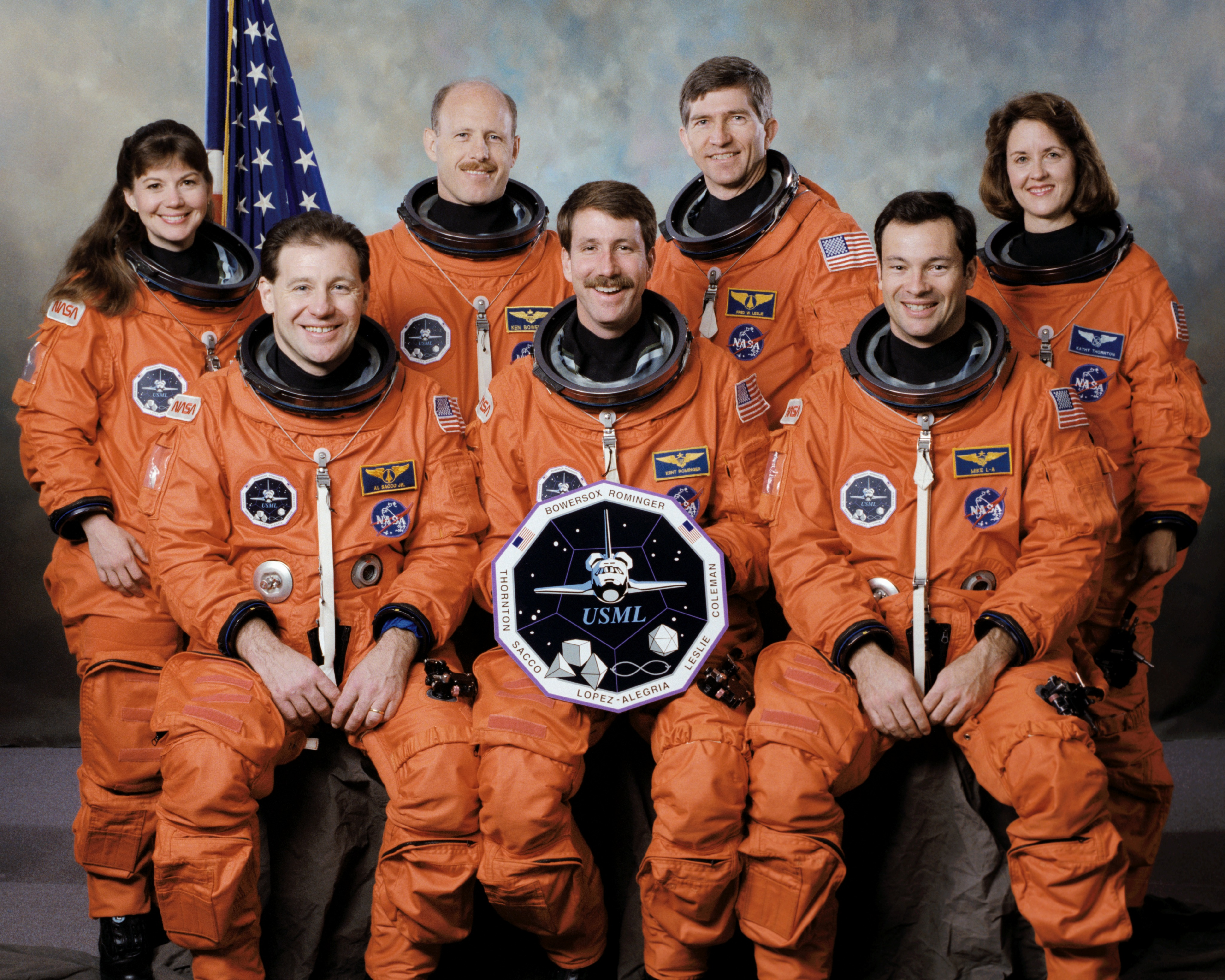
Екіпаж STS-73: Зліва направо — Сидять: Сакко, Ромінджер, Лопес-Алегрія; Стоять: Коулман, Бауерсокс, Леслі, Торнтон

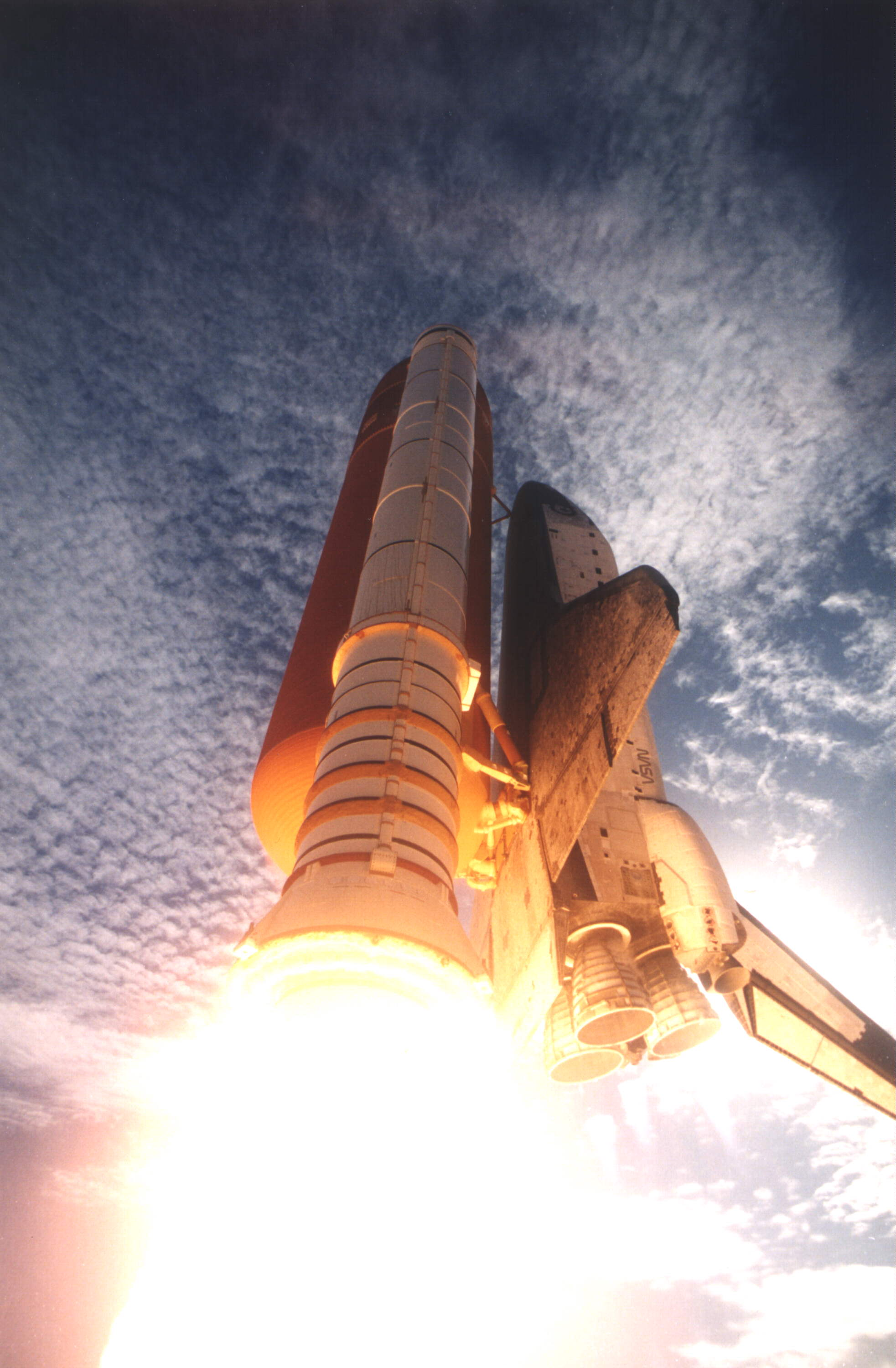
Зліт STS-73

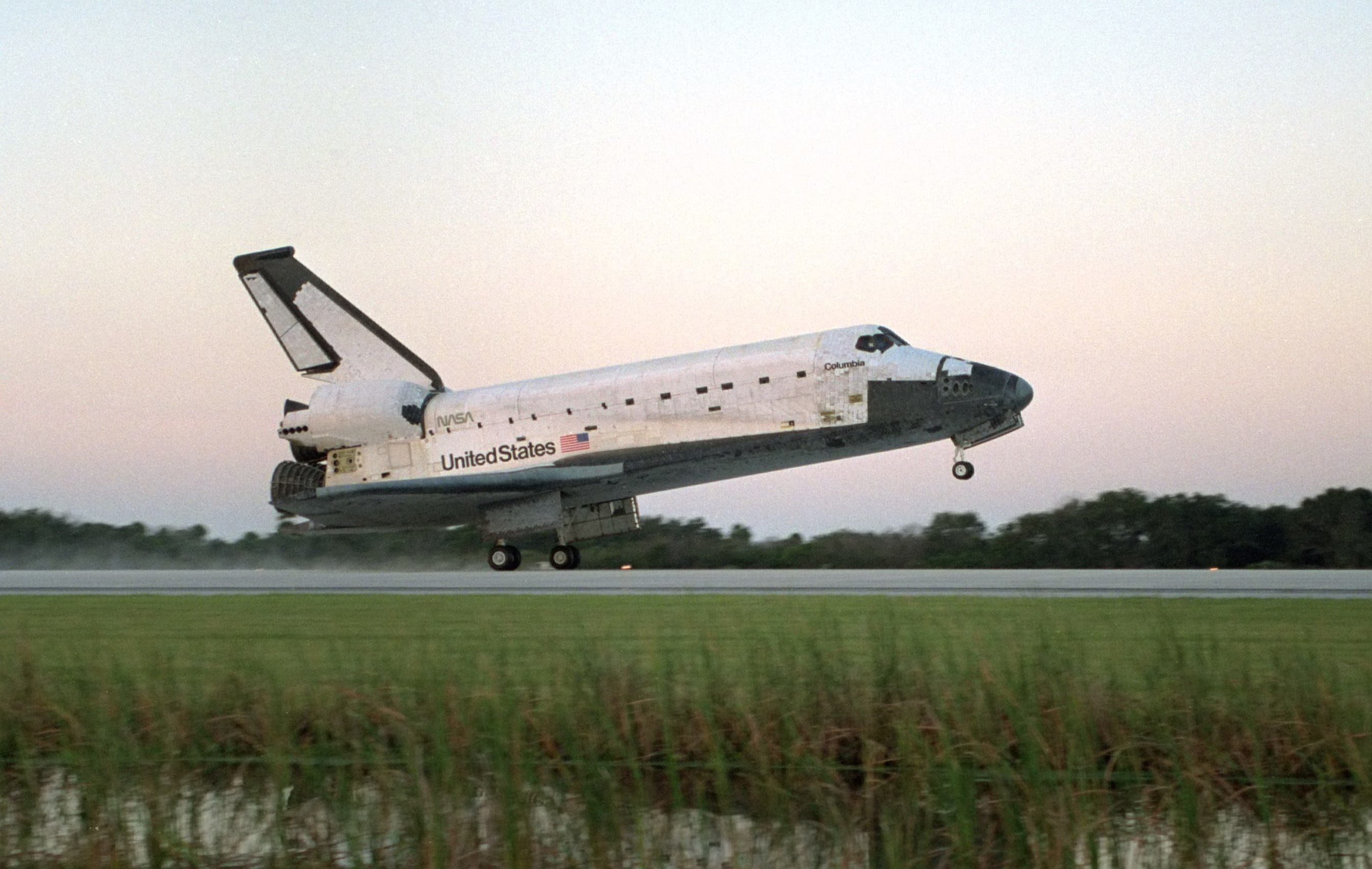
Шатл Колумбія приземляється. Закінчення STS-73

STS-73 — космічний політ шатла «Колумбія» за програмою «Спейс Шаттл».

## Екіпаж
- Кеннет Дуейн Бауерсокс (англ. Kenneth Dwane "Sox" Bowersox) (3) — командир
- Кент Ромінджер (1) — пілот
- Кетрін Торнтон (4) — керівник робіт з корисним навантаженням
- Катерина Коулман Ph.D (1) — фахівець за програмою польоту
- Майкл Лопес -Алегріа (1) — фахівець за програмою польоту
- Фредерік Леслі Ph.D (1) — фахівець з корисного навантаження
- Альберт Сакко Ph.D (1) — фахівець з корисного навантаження
  - Девід Генрі Маттісен (0) Ph.D — фахівець з корисного навантаження (дублер)
  - Рей Глін Голт (0) Ph.D — фахівець з корисного навантаження (дублер)

## Особливості місії
Перше місце серед корисного навантаження займала Мікрогравітаційна лабораторія Сполучених Штатів (USML-2) Spacelab. 16-денний політ продовжив спільні зусилля уряду США, університетів і промисловості по відсуненню кордону науки і техніки в «мікрогравітацію», майже в невагомість.
Деякі з експериментів, проведених на USML-2, були запропоновані по результатах першої USML місії, яка літала на борту Columbia в 1992 році під час STS-50. USML-1 надала новий погляд на теоретичні моделі фізики рідин, роль гравітації в горінні і розповсюдженні полум'я, вплив гравітації на формування напівпровідникових кристалів. Дані, зібрані з декількох білкових кристалів вирощених на USML-1, дозволило вченим визначити молекулярні структури цих білків.
USML-2 побудована на цьому фундаменті. Отримані технічні знання були включені в план місії для покращення процедур і операцій. Де це можливо, експериментальні команди вдосконалювали своє апаратне забезпечення для загального наукового розуміння основних фізичних процесів на Землі і в космосі, а також для підготовки до складніших операцій на борту Міжнародної космічної станції та інших майбутніх космічних програм.
Запуск був спочатку запланований на 25 вересня 1995, але пережив шість перенесень запуску до 20 жовтня 1995. STS-73 і STS-61C обидва були запущені на сьомій спробі.

## Експерименти USML-2
Експерименти USML-2 включали:
- Surface Tension Driven Convection Experiment (STDCE) — Експеримент з вимушеної конвекції поверхневого натягу;
- Drop Dynamics Experiment — експеримент з динаміки крапель;
- Science and Technology of Surface-Controlled Phenomena experiment — теорія і технології Поверхнево — контрольованих явищ ;
- Geophysical Fluid Flow Cell Experiment;
- Crystal Growth Furnace ;
- Orbital Processing of High Quality Cadmium Zinc Telluride Compound Semiconductors experiment: Монокристали телуриду кадмію-цинку застосовуються при створенні детекторів іонізуючих випромінювань, що перевершують за ефективністю детектори на основі Ge або Si, а також в інфрачервоній оптиці і лазерній техніці;
- Study of Dopant Segregation Behavior During the Crystal Growth of Gallium Arsenide (GaAs) in Microgravity experiment;
- Crystal Growth of Selected II—VI Semiconducting Alloys by Directional Solidification experiment;
- Vapor Transport Crystal Growth of Mercury Cadmium Tellurida in Microgravity experiment;
- Zeolite Crystal Growth Furnace (ZCG),
- Interface Configuration Experiment (ICE),
- Oscillatory Thermocapillary Flow Experiment;
- Fiber Supported Droplet Combustion Experiment;
- Particle Dispersion Experiment;
- Single-Locker Protein Crystal Growth experiment; (including the Protein Crystallization Apparatus for Microgravity (PCAM) and the Diffusion-controlled Crystallization Apparatus for Microgravity (DCAM));
- Crystal Growth by Liquid-Liquid Diffusion,
- Commercial Protein Crystal Growth experiment;
- Advanced Protein Crystallization Facility, Crystallization of Apocrystacyanin C experiment;
- Crystal Structure Analysis of the Bacteriophage Lambda Lysozyme, Crystallization of RNA Molecules Under Microgravity Conditions experiment;
- Crystallization of the Protein Grb2 and Triclinic Lysozyme experiment;
- Microgravity Crystallization of Thermophilic Aspartyl-tRNA Synthetase and Thaumatin experiment;
- Crystallization in a Microgravity Environment of CcdB experiment;
- Multivariate Analysis of X-ray Diffraction Data Obtained from Glutathione S Transferase experiment;
- Protein Crystal Growth: Light-driven Charge Translocation Through Bacteriorhodopsin experiment;
- Crystallization of Ribosome experiment;
- Crystallization of Sulfolobus Solfataricus Alcohol Dehydrogenase experiment;
- Crystallization of Turnip Yellow Mosaic Virus, Tomato Aspermy Virus, Satellite Panicum Mosaic Virus, Canavalin, Beef Liver Catalase, Concanavalin B experiment;
- Crystallization of the Epidermal Growth Factor (EGF);
- Structure of the Membrane-Embedded Protein Complex Photosystem I; *Crystallization of Visual Pigment Rhodopsin;
- Commercial Generic Bioprocessing Apparatus;
- Astroculture Facility and Experiment.

Іншим корисним навантаженням були:
- науковий експеримент Прискорення (Orbital Acceleration Research Experiment, OARE),
- Космічна система вимірювання прискорення (Space Acceleration Measurement System, SAMS) ,
- тривимірний мікрогравітаційний акселерометр (Three Dimensional Microgravity Accelerometer, 3DMA) ,
- придушення перехідних прискорень (Suppression of Transient Accelerations By Levitation Evaluation, STABLE)
- Демонстраційна система цифрового телебачення зі стисненням (High-Packed Digital Television Technical Demonstration system) .